# Sommerance
Sommerance é uma comuna francesa na região administrativa de Grande Leste, no departamento das Ardenas. Estende-se por uma área de 5,18 km². Em 2010 a comuna tinha 41 habitantes (densidade: 7,9 hab./km²).